# دهشک (قائنات)
دهشک روستایی در بخش نیمبلوک شهرستان قائنات استان خراسان جنوبی ایران است.فاصله این روستا از شهر خضری دشت بیاض«مرکز بخش نیمبلوک»ده کیلومتر می باشد

## جغرافیا
دهشک در دامنه کوه های کم ارتفاع با پوشش گیاهی ازبوته زارهای گون ،جاج ،کنگر، ترخ، بیخ، خارشتری ، وگیاهان دارویی کلپوره ،اسفند،بابونه، مریم گلی ...  دارای چندین روخانه فصلی از جمله رود تبلو و رود بوم ورود دهشک وبلند ترین قله آن( شاهی در)می باشد.  مشرف به دشتی  سرسبز وخرم با مزارع وسیع جو و گندم و چغندر قند وزعفران با آب و هوای کوهستانی زمستان های سرد و خشک وتابستان های نسبتا خنک ،در ۱۰ کیلومتری شهر خضری دشت بیاض و ۴۵ کیلومتری قاین. وجاده کرغند به سرایان واقع شده.

## تاریخچه
شهرک دهشک کنونی از ادغام دو روستای بزناباد و دهشک بوجود آمده که پس اززلزله سال ۱۳۵۷ بعلت تخریب بافت روستا کار ساخت محل اسکان جدید درفاصله ۲کیلومتری از بافت قدیم درحاشیه جاده اصلی گناباد به قاین  ومسیر جاده دهشک به سرایان ،توسط بنیاد مسکن 
انجام شد.بعلت وجود دو روستا به نام بزناباد در شهرستان قاین بناچار نام دهشک برروی این مکان جدید گذاشته شد واز سال۱۳۶۳جابجای مردم به محل جدید انجام شد .قبل از انقلاب جمعیت روستای بزناباد ۲۵۰ خانوار و روستای دهشک ۷۵ خانواربود .روستای بزناباد به لحاظ صنعتی وعمرانی آباد بود درحاشیه قنات پرآبی که در وسط روستا جاری بود بیشتراز ۵ مغازه خیاطی باچرخ های صنعتی ،رنگرزی .پارچه بافی قماش و تون بافی بزازی که توسط ( خانواده های از دراویش گنابادی مشهور به صوفی ساکن در روستا )که دردهه ۱۳۳۰ به روستا مهاجرت کرده بودندن .دایر بودکه نیاز اهالی روستاو روستا های همجوار را تامین میکرد. دو باب حمام خزینه ای مردانه وزنانه ویک باب مسجدجامع ویک باب مدرسه پنج کلاسه ، یک دستگاه موتور برق دیزلی که به همت مردم خریداری شده بود برق منازل ومعابر دو روستا رادرشب تامین می کرد. کار اصلی مردم دامداری و کشاورزی وباغداری بود که ازدو قنات و۵حلقه چاه عمیق بصورت دستی و مکانیزه کاشت گندم ،جو چغندرقندزعفران صیفی جات ...بود.هنر قالی بافی ،بافت گلیم وجاجیم وپلاس بافی، سوزن دوزی و شال بافی دربین تمام زنان روستا متداول بود.
```
== شاخصه مهم ==
```

رونق صنعت حمل و نقل وترانزیت 
```
با توجه به گرایش اکثریت جوانان ساکن در شهرک دهشک به شغل رانندگی وکامیونداری این منطقه به قطب صنعت حمل ونقل در قاینات تبدیل شده است.
```

## تحولات اقلیمی
زلزله سال ۱۳۵۷ مهاجرت گروهی ساکنین از محل قدیم به مکان اسکان جدید

## مناطق گردشگری و تفریحی
```
_منطقه ییلاقی وسرسبز کمپ وچنار تاریخی احمد بیگ
مزارع زعفران
```

باغستان های باصفا وقنات دهشک،
مناطق ییلاقی بنرگ وخوگ  

## مناطق تاریخی
قلعه دختر

## جمعیت
بر پایه سرشماری عمومی نفوس و مسکن در سال ۱۳۹۵ جمعیت این روستا ۱٬۵۹۷ نفر (۴۹۱خانوار) بوده‌است.